# Sylvilagus robustus
Sylvilagus robustus е вид бозайник от семейство Зайцови (Leporidae). Видът е застрашен от изчезване.

## Разпространение
Разпространен е в САЩ (Ню Мексико и Тексас).